# 斑足王

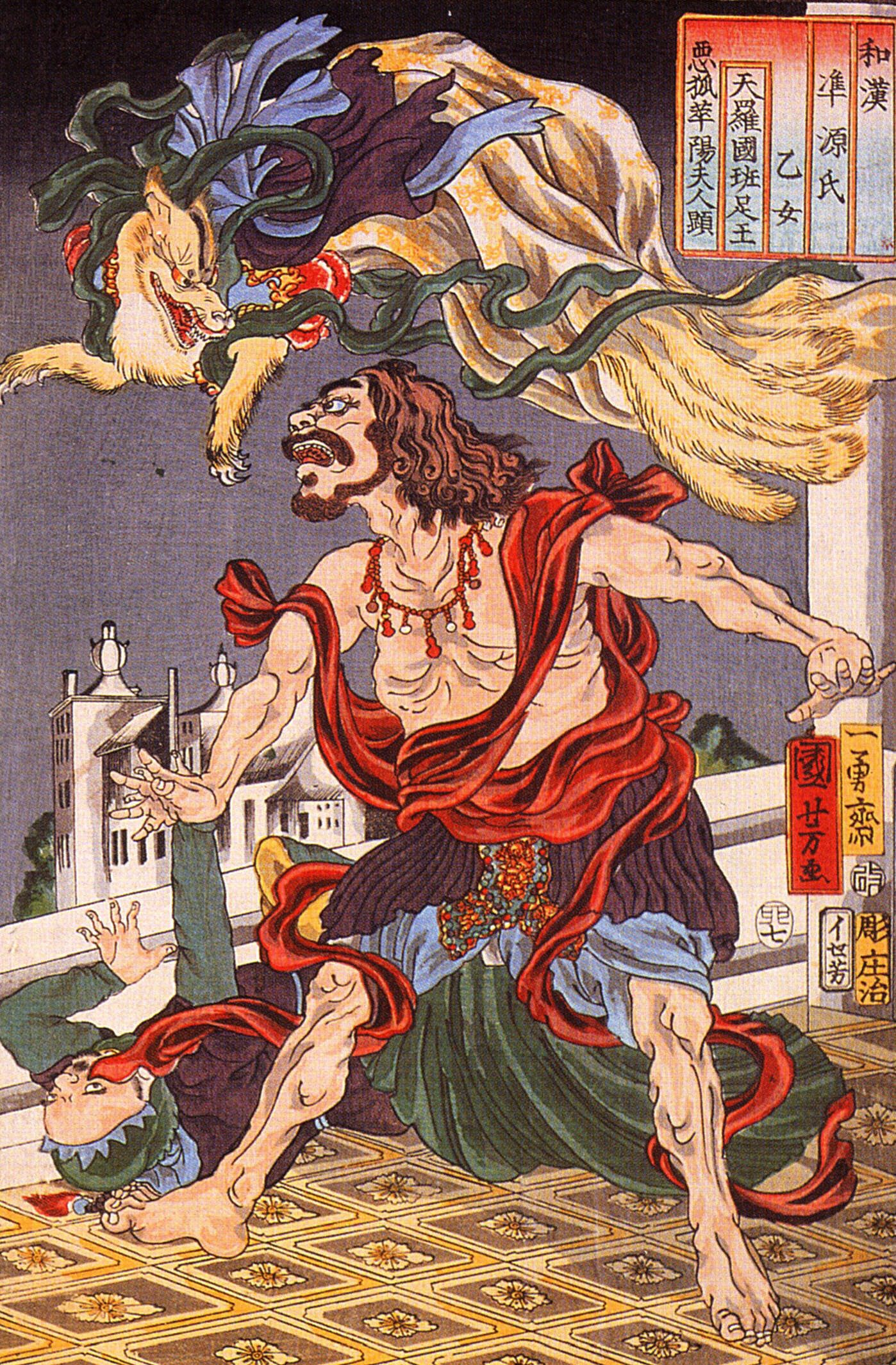
斑足王と九尾の狐（歌川国芳）

斑足王（はんそくおう/はんぞくおう）はインドの伝説の王。梵語の Kalmāṣapāda（カルマーシャパーダ）の訳。千人の王の首を得ようとしたが、千人目の普明王によって悔悟し、出家した。央掘摩羅の前世でもある。この伝説を基にした創作物が多く作られた。曽我物語でも紹介され、太平記や玉藻前物語にも登場し、絵本や歌舞伎などで人気を得た。

## 伝説
昔、マガダ国の王は千の小国を征服して統一していた。ある日、群臣を連れて山中に分け入ったとき、獅子に出会った。家臣たちは逃げ出し、一人残った王は獅子と仮の契りを結び、獅子は妊娠した。生まれた子は足に斑点があったことから斑足と名付けられた。やがて成長し、父の跡を継いで王に即位した。斑足王は人肉が好物で、それを得るため非道残虐を繰り返したため、反発した千の小国の王たちにより山に追放された。山の鬼たちは斑足王を歓迎し、大王と敬った。斑足王は鬼を使って千の小国を攻め、捕らえた。最後に残った普明王（須陀須摩王）は自ら王に会いに行き、「四無常の偈」（無常・苦・空・無我を説いた仏教の詩）を説いて聞かせた。斑足王は長い無明の夢から覚め、王たちを解放した。